# Azes I.

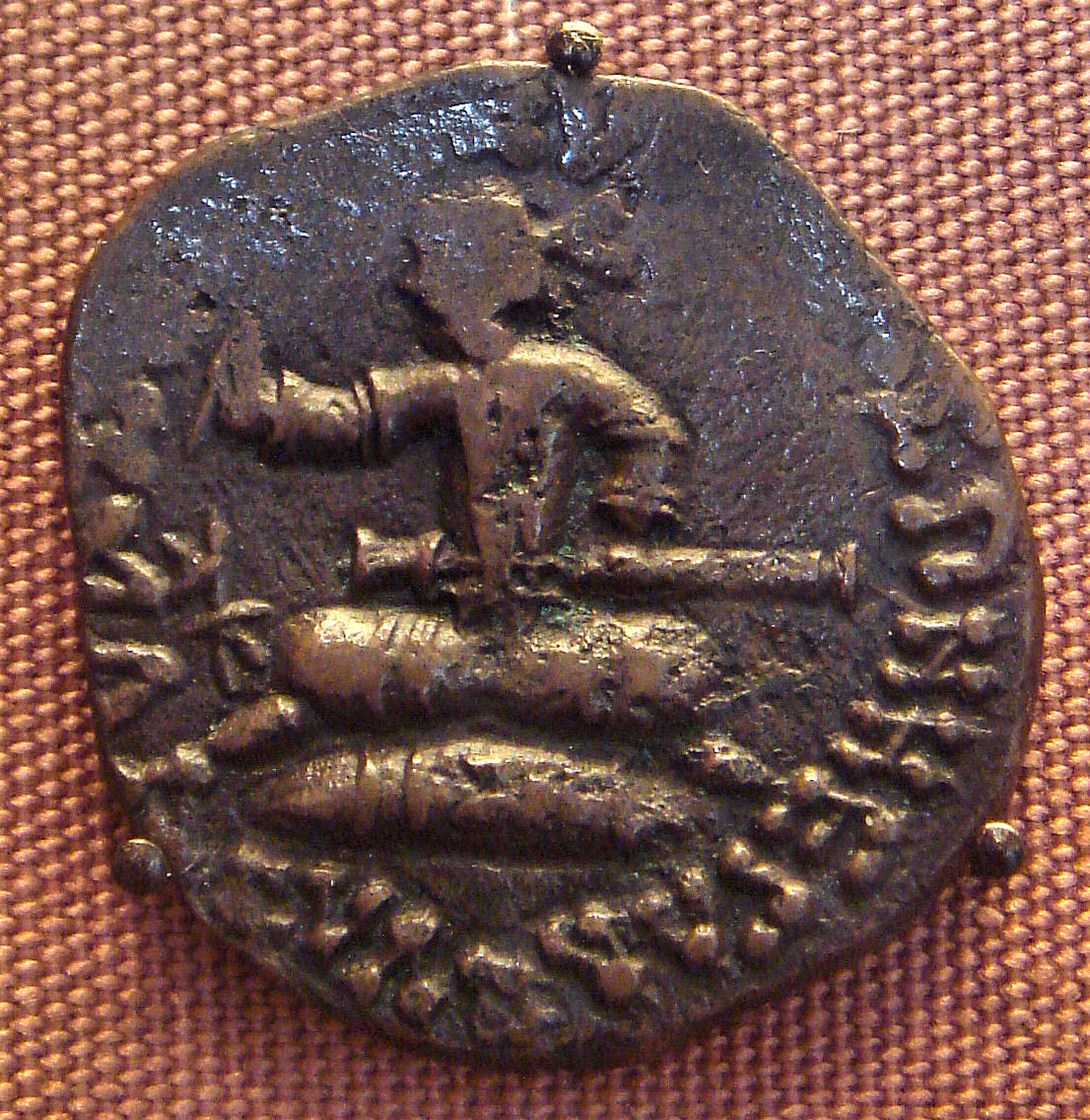
Münze von Azes I.

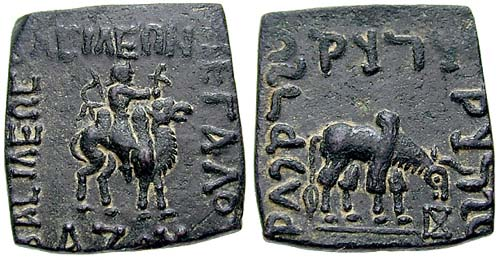
Münze von Azes I.

Azes I. († wohl um 35 v. Chr.) war ein indo-skythischer König, der von etwa 57–35 v. Chr. regierte.
Azes I. ist hauptsächlich von seinen Münzen bekannt. Er scheint den letzten bedeutenden indo-griechischen König Hippostratos besiegt zu haben. Er überprägte dessen Münzen, sicherlich als Zeichen des Sieges. Seine eigenen Münzen haben Legenden in Griechisch und Kharoshthi. Es handelt sich um Silber- und Kupferprägungen. Sie zeigen griechische (Zeus) und hinduistische Gottheiten und Motive. Auf der Vorderseite ist oft ein Reiter mit Pferd oder Kamel wiedergegeben. Sie wurden in Pushkalavati (Gandhara), in Taxila und an einem unbestimmten Ort am Indus geprägt.
Mit Azes I. begann eine neue Zeitrechnung, die nach Meinung vieler Forscher 58 v. Chr. begann und später auch als Malwa- oder Vikrama-Ära bekannt wurde, andere Forscher ziehen den Beginn der Zeitrechnung mit dem Jahr 45 v. Chr. vor und sehen keine Verbindung zu der Malwa-/Vikrama-Ära.